# Великий Ромерс-Кі
Вели́кий Ро́мерс-Кі (Місс-Ромер-Кі, англ. Big Romers Cay) — рівнинний острів в складі Багамських островів. В адміністративному відношенні відноситься до району Гранд-Кі.
Острів розташований на півночі архіпелагу Абако між островом Стрейнджер-Кі на південному сході та островами Дабл-Брестед-Кіс на північному заході. Острів рівнинний, видовжений. Має довжину 1,1 км, ширину до 120 м.